# Heliornithidae
Gli Eliornitidi (Heliornithidae G.R.Gray, 1840) sono una delle sei famiglie che compongono l'ordine dei Gruiformi. Assieme alle folaghe, che appartengono alla famiglia dei Rallidi, sono gli unici rappresentanti puramente acquatici dell'ordine.

## Tassonomia
Gli Eliornitidi sono i parenti più prossimi dei Rallidi, benché esteriormente assomiglino non solo alle folaghe, ma anche ai Podicipediformi e nel piumaggio ai Gaviiformi. Abitano nelle zone tropicali e subtropicali; sono divisi in 3 generi con una specie ciascuno:
- Genere Podica Lesson, 1831
  - Podica senegalensis (Vieillot, 1817) - rallo tuffatore africano.
- Genere Heliopais Sharpe, 1893
  - Heliopais personatus (G. R. Gray, 1849) - rallo tuffatore asiatico
- Genere Heliornis Bonnaterre, 1791
  - Heliornis fulica (Boddaert, 1783) - rallo tuffatore americano.

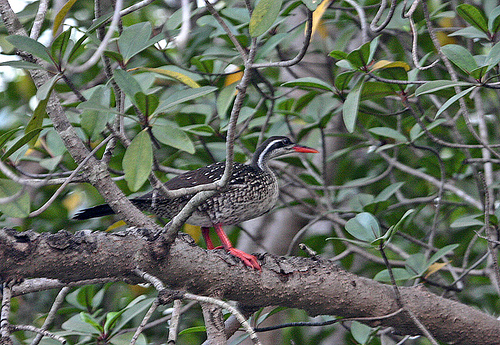
Podica senegalensis
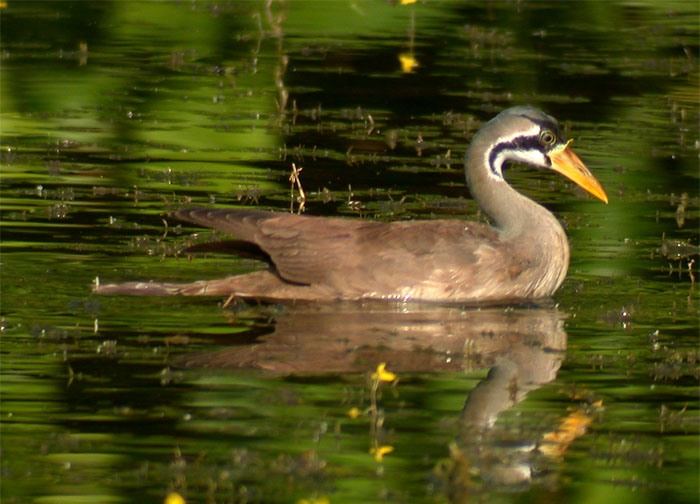
Heliopais personatus
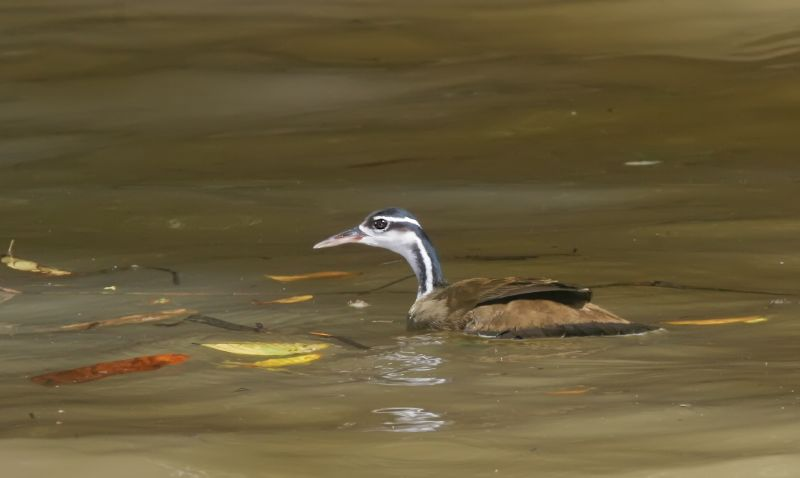
Heliornis fulica

## Descrizione
Essi presentano le seguenti caratteristiche: dita orlate da membrane lobate, artigli appuntiti, collo slanciato e sottile, coda formata da 18 timoniere e ali affusolate. Lo svasso del sole (28–31 cm) ha il becco bruno e le dita percorse da righe trasversali gialle e nere; il maschio presenta una macchia rosso-bruna sulle guance. Nel rallo tuffatore africano (56 cm) le timoniere sono particolarmente lunghe e rigide e la coda è cuneata; sul margine anteriore delle ali c'è uno sperone che è difficile trovare negli animali impagliati; becco e piedi sono di colore rosso vivo. La maggior parte delle sottospecie presenta il mantello e le ali macchiati di bianco. Il maschio è assai più grosso della femmina, e ha la gola grigia invece che bianca. Si conoscono 4 sottospecie, 2 delle quali sono prive della striscia bianca che corre lungo il collo. Anche il rallo tuffatore asiatico (52-54,5 cm) è di grosse dimensioni; ha il becco giallo e i piedi di colore verde-pisello; al tempo della riproduzione il maschio presenta un piccolo corno carnoso alla base del becco, la gola nera, invece che bianca, e gli occhi bruni e non gialli, come quelli della femmina.

## Distribuzione e habitat
Il rallo tuffatore americano è diffuso dal Messico meridionale all'Argentina nord-orientale. Il rallo tuffatore africano vive nell'Africa tropicale e lungo la fascia costiera orientale verso sud fino alla Provincia del Capo; un esemplare proviene dall'Etiopia. Il rallo tuffatore asiatico è diffuso nell'Asia sud-orientale dall'Assam a Sumatra.
Nonostante la vistosa colorazione della testa e del becco, gli Eliornitidi vengono in genere ignorati, poiché si muovono lungo le rive dei fiumi dalle acque sempre correnti, al riparo della foresta o comunque di una folta vegetazione. Questi uccelli parenti dei Rallidi, dal piumaggio di colore bruno-oliva, inferiormente biancastro, probabilmente non sono abituali migratori; il rallo tuffatore asiatico, frequentatore delle insenature soggette all'avvicendarsi delle maree, è solito però mutare territorio durante il periodo della cova. Tutte e tre le specie sono sedentarie, e al massimo è possibile trovare una coppia con i figli.

## Biologia
Secondo certe indagini effettuate in Africa, il rallo tuffatore africano nuota abitualmente col corpo abbastanza sommerso nell'acqua. Al primo allarme può immergersi completamente, facendo sporgere solo il lungo collo e la testa, come l'aninga; battendo le ali può anche correre sulla superficie dell'acqua, per mettersi al sicuro nel rifugio più vicino. Più raramente si alza veloce nell'aria, e dopo un volo vigoroso più o meno lungo fa ritorno agilmente nell'acqua. Si tuffa improvvisamente e senza sguazzare solo quando è spaventato, ma non per cercare nutrimento. A terra è un veloce corridore e un abile arrampicatore. Il rallo tuffatore asiatico corre in modo speciale, inclinato di circa 45°. Si ciba di insetti acquatici, molluschi, crostacei, rane, e occasionalmente di piccoli pesci. Gli Eliornitidi raccolgono anche pietruzze e mangiano persino foglie.
La vita dello svasso del sole è poco conosciuta. Il suo grido è una sorta di latrato bipartito o tripartito. Il nido del rallo tuffatore africano è una specie di conca poco profonda, fatta di ramoscelli e giunchi, posta fra i cespugli a circa 25 cm dal pelo dell'acqua. Nella parte meridionale dell'Africa centrale le uova di questa specie vengono deposte prima e durante tutta la stagione delle piogge. Esse sono di colore giallo-bruniccio pallido, grossolanamente coperte di macchie e striscette in diverse tonalità di bruno; in una covata non si trovano mai più di 3 uova. Il pulcino è in grado di lasciare il nido dopo un giorno dalla nascita. Al tempo della cova il suo verso è uno strepito profondo e cupo. Il nido del rallo tuffatore asiatico è invece formato da un mucchio di bastoncelli, ed è posto fino a 30 cm sull'acqua. Anche questa specie depone durante la stagione delle piogge le proprie uova (fino a 10 in una sola covata) di color crema, con disegni bruni e purpurei. Il suo verso è uno squillante glo-glo che somiglia al rumore che fa l'aria soffiata nell'acqua attraverso una cannuccia. Alcuni nidi sono stati rinvenuti anche su alberi sporgenti sull'acqua, all'altezza di 3 m.